# Dodi Al-Fayed
Pour les articles homonymes, voir Al-Fayed (homonymie) et Dodi.

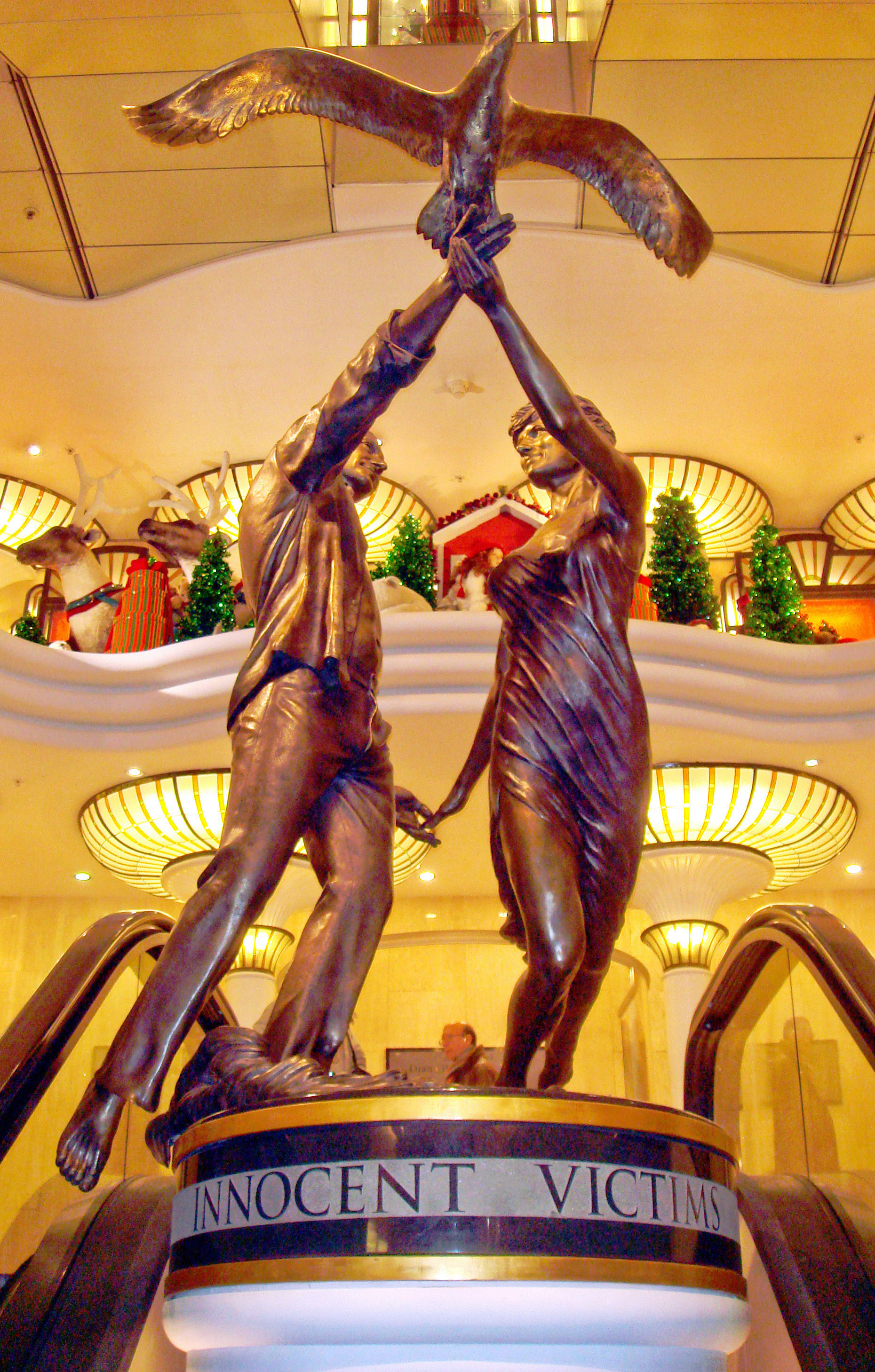
Mémorial, Harrods (2005)

Dodi Al-Fayed (en arabe دودي الفايد), né le 15 avril 1955 (ou le 17 selon certaines sources) à Alexandrie (Égypte) et mort le 31 août 1997 à Paris 8e, est un producteur de cinéma, mort dans un accident de voiture avec Lady Diana, princesse de Galles, avec laquelle il était alors en couple et dont la disparition a provoqué un retentissement mondial.

## Biographie
Il a étudié au collège Saint-Marc d'Alexandrie en Égypte et à l'Institut Le Rosey, en Suisse.
Fils du milliardaire égyptien Mohamed Al-Fayed et de l'écrivaine progressiste saoudienne Samira Khashoggi, Dodi Al-Fayed devient producteur de cinéma. Il est le neveu du marchand d'armes saoudien Adnan Khashoggi et le cousin germain du journaliste Jamal Khashoggi.
Consultant pour des séries télévisées, comme FX, effets spéciaux, il participe à la production des films Breaking Glass (1980) et Les Chariots de feu (1981), qui reçut un Oscar, ainsi qu'au film F/X, effets de choc et sa suite F/X2, effets très spéciaux.
Descendus à l'hôtel Ritz à Paris après neuf jours sur la Riviera à bord du Jonikal, le yacht des Al-Fayed, Dodi Al-Fayed et Lady Diana trouvent la mort dans un accident de voiture dans le passage inférieur du pont de l'Alma aux premières heures du matin du 31 août 1997. L'accident survient alors qu'ils se trouvaient dans une Mercedes roulant à une vitesse estimée, par deux essais de choc automobile, entre 118 et 155 km/h dans la ville de Paris, alors limitée légalement à 50 km/h. Après avoir accroché une Fiat, freiné sur 19 mètres, touché le troisième pilier, freiné encore sur 32 mètres, le véhicule s'écrase sur le treizième pilier. Le pilier de béton armé situé en ville n'était pas protégé par une glissière de sécurité.
Le corps de Dodi Al-Fayed est d'abord inhumé au cimetière de Brookwood dans le Surrey, puis exhumé et réinhumé en octobre 1997, dans le cimetière familial de la propriété privée des Al-Fayed à Oxted, au sud de Londres.

## Filmographie
- 1980 : Breaking Glass de Brian Gibson
- 1981 : Les Chariots de feu (Chariots of Fire) de Hugh Hudson
- 1986 : F/X, effet de choc (F/X - Murder by Illusion) de Robert Mandel
- 1991 : F/X2, effets très spéciaux (F/X 2: The Deadly Art of Illusion) de Richard Franklin
- 1991 : Hook ou la Revanche du Capitaine Crochet (Hook) de Steven Spielberg
- 1995 : Les Amants du nouveau monde (The Scarlet Letter) de Roland Joffé
- 1996-1997 : FX, effets spéciaux (F/X:The Series) (série TV) (en tant que consultant créatif).

## Dans la fiction
2022 : Dans les saisons 5 et 6 de The Crown, son rôle est interprété par Khalid Abdalla.